# Oskar Nowak
Oskar Nowak (né le 25 mars 1913 à Vienne et mort à la fin du XXe siècle) est un joueur professionnel de hockey sur glace autrichien.

## Carrière
Oskar Nowak joue en 1931 d'abord au HC Währing avant l'EK Engelmann en 1932. En 1936, il intègre le Wiener Eislauf-Verein puis revient en 1938 à l'EK Engelmann et devient champion d'Allemagne en 1939. Après la fusion en 1939 du WEV et du EK Engelmann pour former le Wiener EG, il continue à jouer à Vienne puis est transféré au Rot-Weiß Berlin en 1941. Après la Seconde Guerre mondiale, il revient au Wiener Eislauf-Verein en février 1946.
Avec l'équipe d'Autriche, il participe aux Jeux olympiques de 1936, aux championnats du monde 1935 et 1938 puis, après l'Anschluss, avec l'Allemagne, au championnat du monde 1939. Après la Seconde Guerre mondiale, il est de nouveau dans l'équipe d'Autriche et participe aux Jeux olympiques de 1948 et au championnat du monde 1947.

## Source de traduction
- (de) Cet article est partiellement ou en totalité issu de l’article de Wikipédia en allemand intitulé « Oskar Nowak » (voir la liste des auteurs).